# Lumbricillus nielseni
Lumbricillus nielseni är en ringmaskart som beskrevs av Nurminen 1965. Lumbricillus nielseni ingår i släktet Lumbricillus och familjen småringmaskar. Inga underarter finns listade i Catalogue of Life.